# Günther Amann
Günther Amann (* 15. November 1939 in Regensburg, Bayern) ist ein ehemaliger deutscher Hubschrauberpilot, der vor allem für seine über 4000 Rettungsflüge in der Schweiz bekannt wurde. In seiner 45-jährigen Pilotenkarriere flog er über zehn verschiedene Hubschraubertypen und absolvierte weit mehr als 16.000 Flugstunden.

## Karriere
Günther Amann war von 1958 bis 1965 bei der Bundeswehr, wo er das Fliegen erlernte und auf den Hubschraubertypen Bell 47 und Sikorsky S-58 eingesetzt wurde. Anschließend flog er für das britische Unternehmen Bristow Helicopters in Nigeria und im Iran, wobei er unter anderem Personal von Ölplattformen beförderte.
1966 heiratete er seine Verlobte Gisela und kehrte 1968 aus familiären Gründen nach Europa zurück, wo er als erster Pilot bei der neugegründeten Schweizer Fluggesellschaft Air Zermatt angestellt wurde. Dort flog er bis 1971 als Chefpilot die Typen Bell 206, Alouette III und SA-315 bei Rettungs-, Versorgungs- und Transporteinsätzen.
Am 12. September 1971 gelang ihm die erste Flugrettung von Bergsteigern aus der Eiger-Nordwand, als er eine in Not geratene deutsche Seilschaft mittels 25-Meter-Winde vom Bereich des zweiten Eisfeldes ausflog. Für diese Leistung wurde er 1972 in Las Vegas von der HAI mit dem Robert E. Trimble Memorial Award ausgezeichnet. Eine Durchführbarkeit solcher Manöver hatte er bereits im September 1970 beim Helikopter-Symposium der Rega bewiesen, als er Bergführer und Flugretter an fünf Stellen in der Wand abgesetzt und wieder aufgenommen hatte.
Von 1972 bis 2003 war er Chefpilot und Flugbetriebsleiter der mit Beteiligung der Air Zermatt in Gsteigwiler neugegründeten „Berner Oberländer Helikopter AG“ (heute Swiss Helicopter AG). Für das Unternehmen flog er bis zu seinem Ruhestand im November 2004.